# خوان دي ريبيرا
البطريرك خوان دي ريبيرا أسقف بلنسية، (بالإسبانية:San Juan de Ribera)،ولد في 27 ديسمبر سنة 1532م في مدينة إشبيليا، يعتبر من أكثر الشخصيات تأثيرا في عصره وأشدهم عداء للمسلمين حيث كان يصفهم بالبذرة الخبيثة كما لعب دور الملهم الروحي في قضية طرد الموريسكيين.قام بيوس السادس بتطويبه سنة 1796، وقام البابا يوحنا الثالث والعشرون بإعلان قداسته سنة 1960.